# New Lothrop
New Lothrop est un village du comté de Shiawassee, dans l'État du Michigan, aux États-Unis. En 2020, il comptait une population de 565 habitants.